# Vernioz
Vernioz är en kommun i departementet Isère i regionen Auvergne-Rhône-Alpes i sydöstra Frankrike. Kommunen ligger i kantonen Roussillon som tillhör arrondissementet Vienne. År 2022 hade Vernioz 1 503 invånare.

## Befolkningsutveckling
Antalet invånare i kommunen Vernioz
Referens:INSEE